# Nomada ziziae
Nomada ziziae är en biart som beskrevs av Swenk 1915. Nomada ziziae ingår i släktet gökbin, och familjen långtungebin. Inga underarter finns listade i Catalogue of Life.